# Jardim das Esculturas Porto Alegre
Jardim das Esculturas Porto Alegre is een beeldenpark in de Braziliaanse stad Porto Alegre.

## Geschiedenis
Ter gelegenheid van de 1a Bienal do Mercosul voor moderne beeldhouwkunst in 1997, waaraan beeldhouwers uit Brazilië, Argentinië, Bolivia en Uruguay hebben deelgenomen, werd een beeldenpark ingericht in het Parque Marinha do Brasil.

## Collectie Parque Marinha do Brasil
- Ted Carrasco (Bolivia): Cono Sur (1997)
- Aluíso Carvão (Brazilië): Cubo Cor (1997)
- Amílcar de Castro (Brazilië): Sem Tîtulo (1997)
- Hernán Dompé (Argentinië): Rayo (1997)
- Carlos Fajardo (Brazilië): Sem Tîtulo (1997)
- Enio Iommi (Argentinië): Planos em um Plano (1997)
- Julio Pérez Sanz (Argentinië): Mangrullos (1997)
- Francine Secretan (Bolivia): El Canto de las Flores (1997)
- Francisco Stockinger (Brazilië): Flor (1997)
- Franz Weissmann (Brazilië): Estrutura Linear (1997)

Elders in Porto Alegre bevinden zich werken van latere biënnales, onder andere van de 4a Bienal do Mercosul in 2003 en de 5a Bienal do Mercosul in 2005:
- Saint Clair Cemin: SuperCuia uit 2003
- Waltérico Caldas: Espelho Rápido uit 2005
- Mauro Fuke: Sem Tîtulo uit 2005
- Carmela Gross: Cascata uit 2005
- José Resende: Olhos Agentos uit 2005

## Fotogalerij

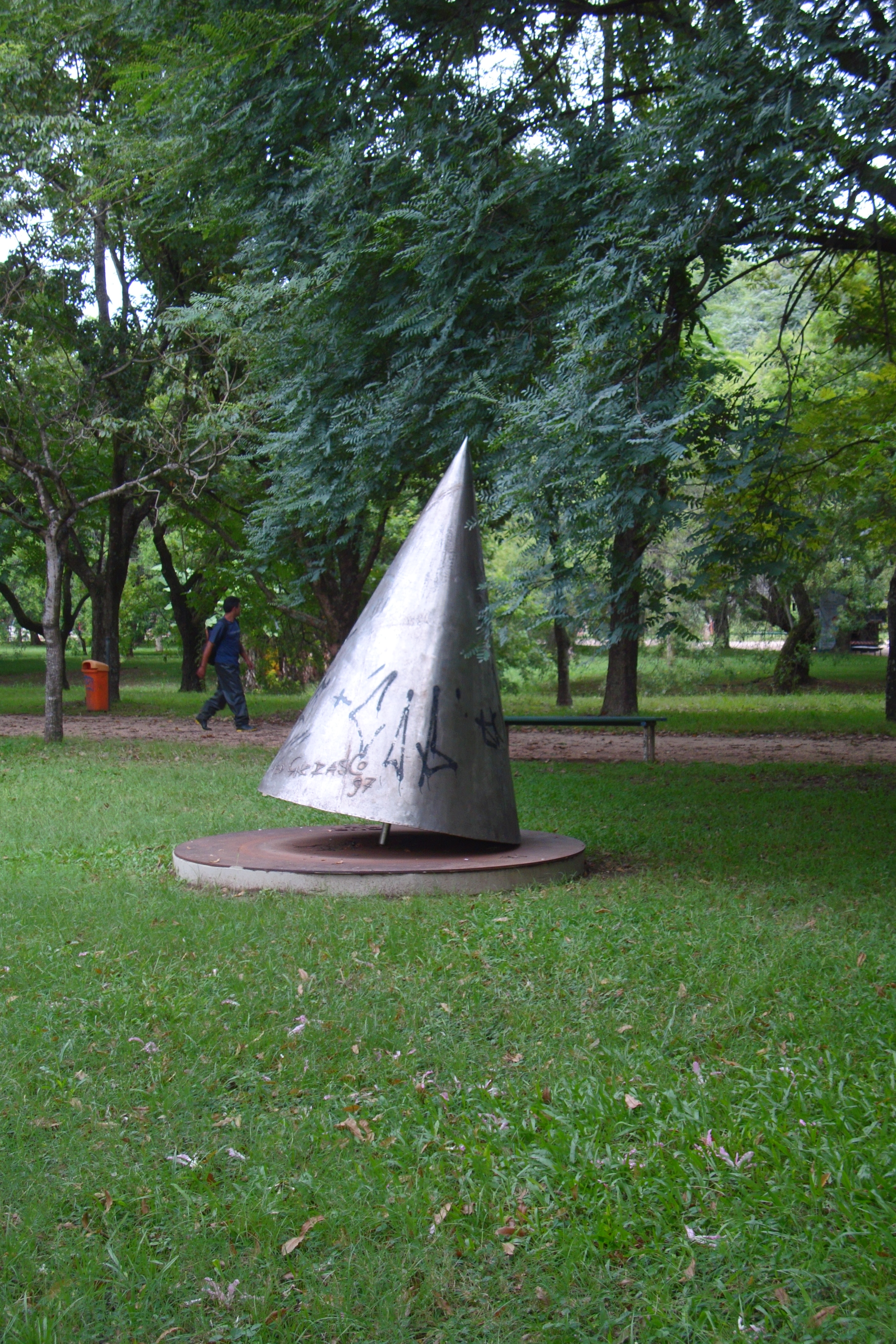
Cono Sur van Ted Carrasco
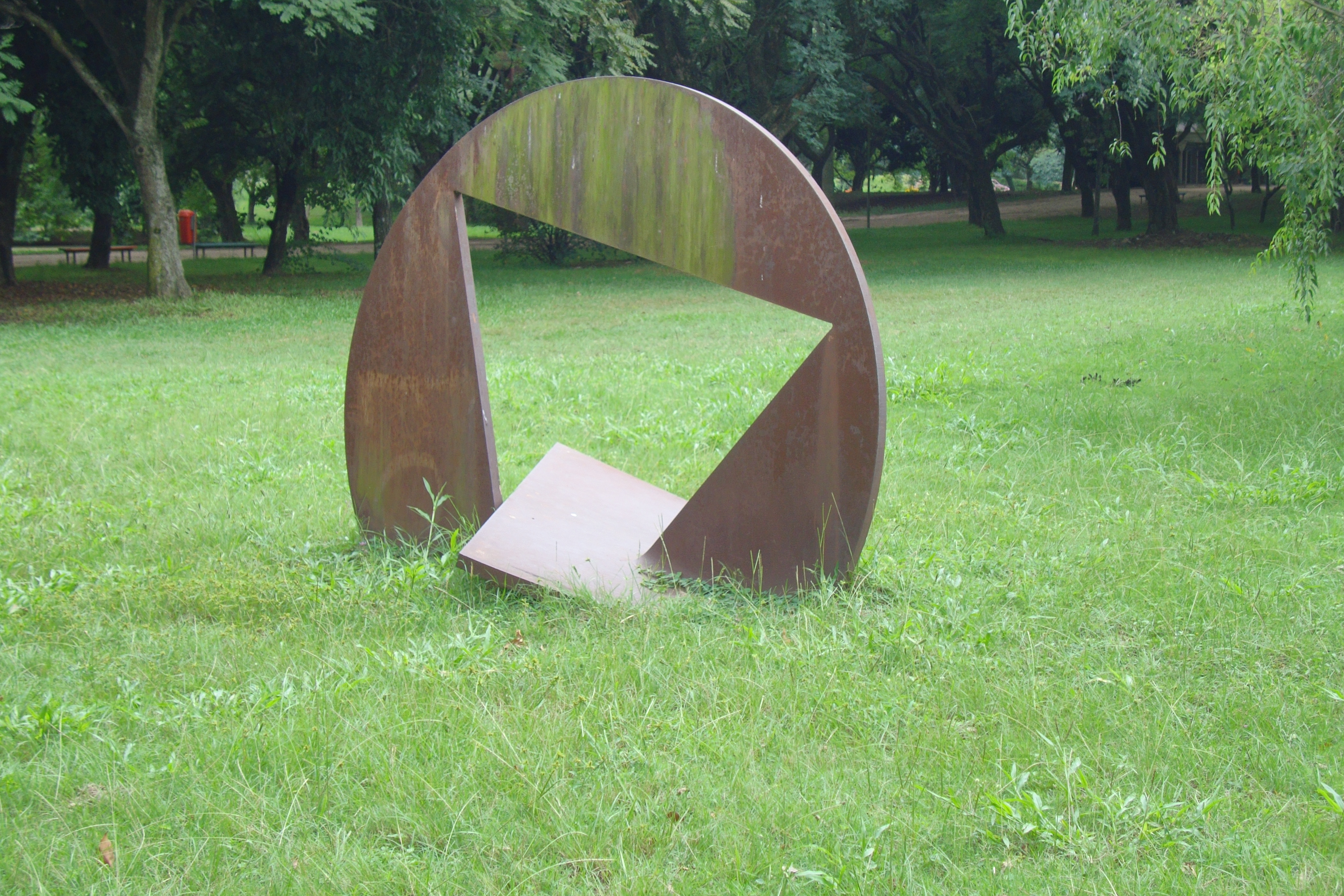
Sem Tîtulo van Amílcar de Castro
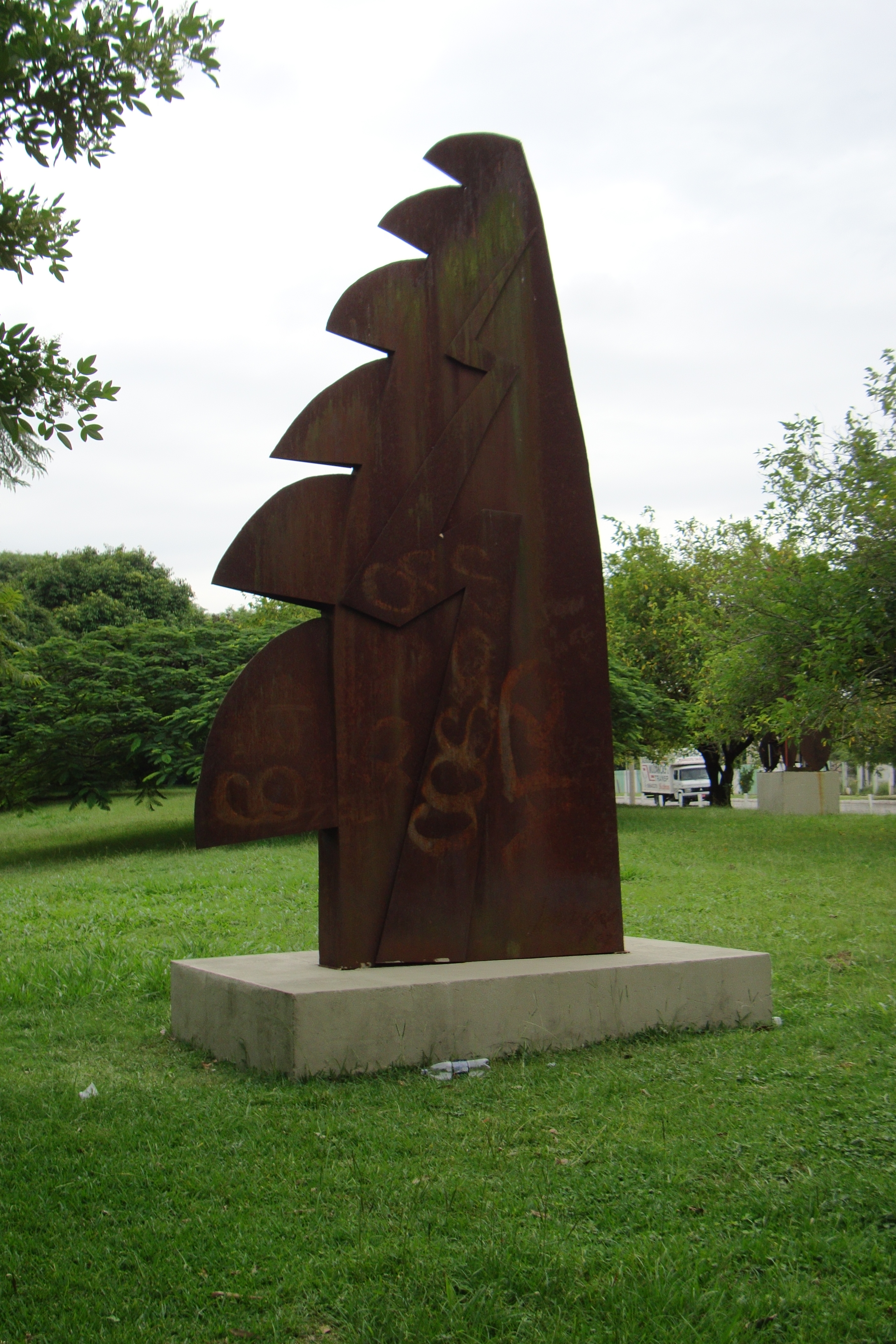
Rayo van Hernán Dompé
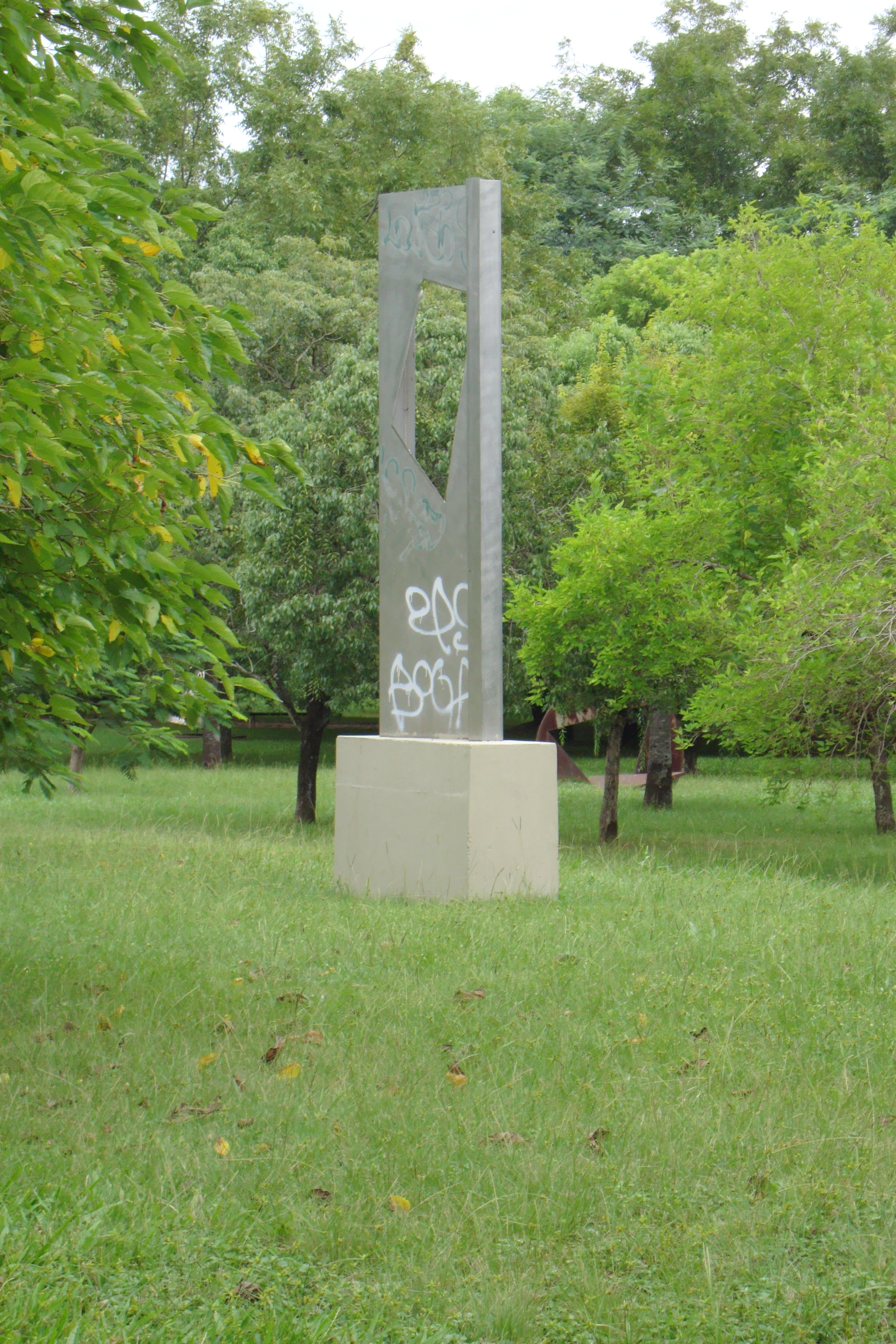
Planos em um Plano (1997)
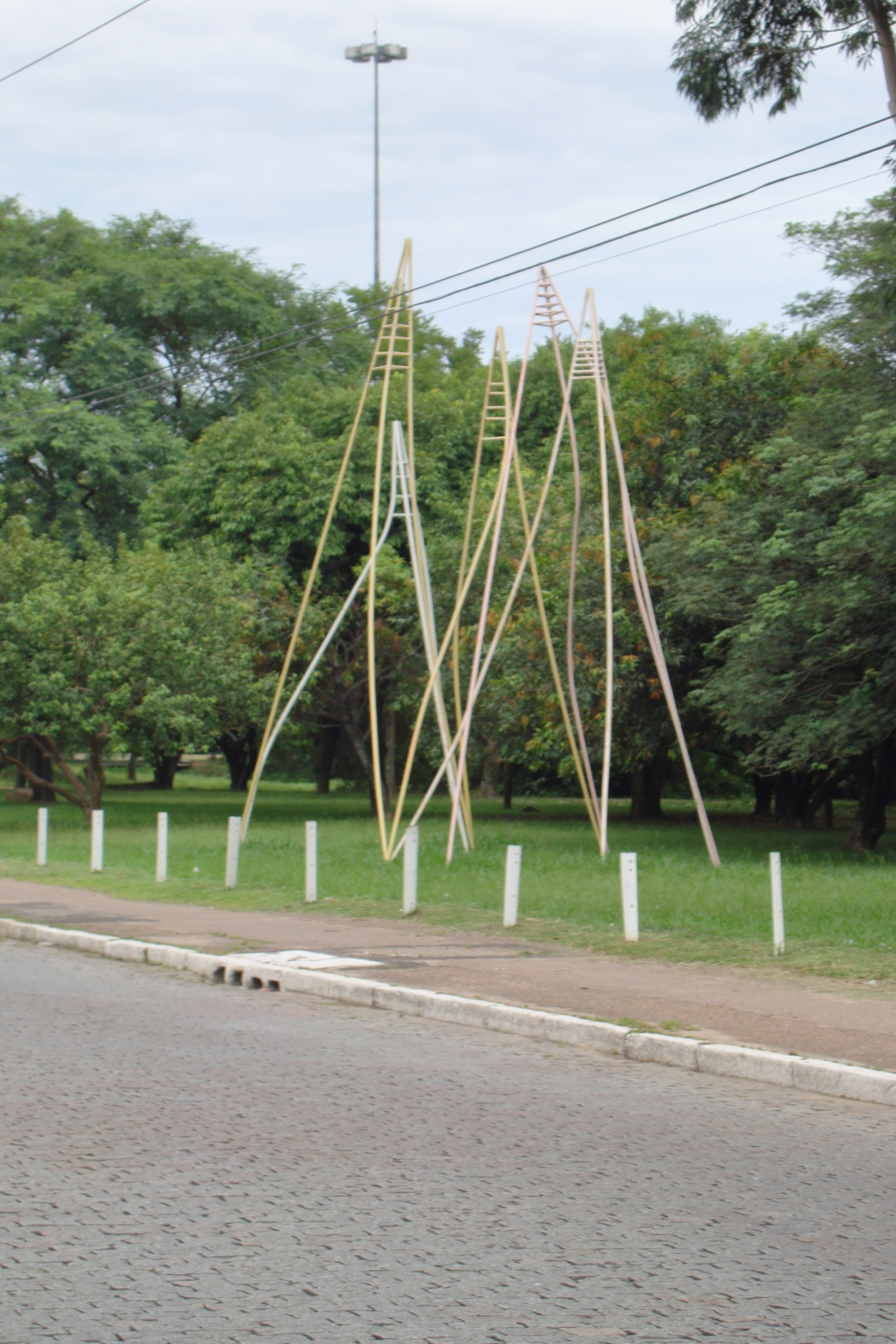
Mangrullos van Julio Pérez Sanz
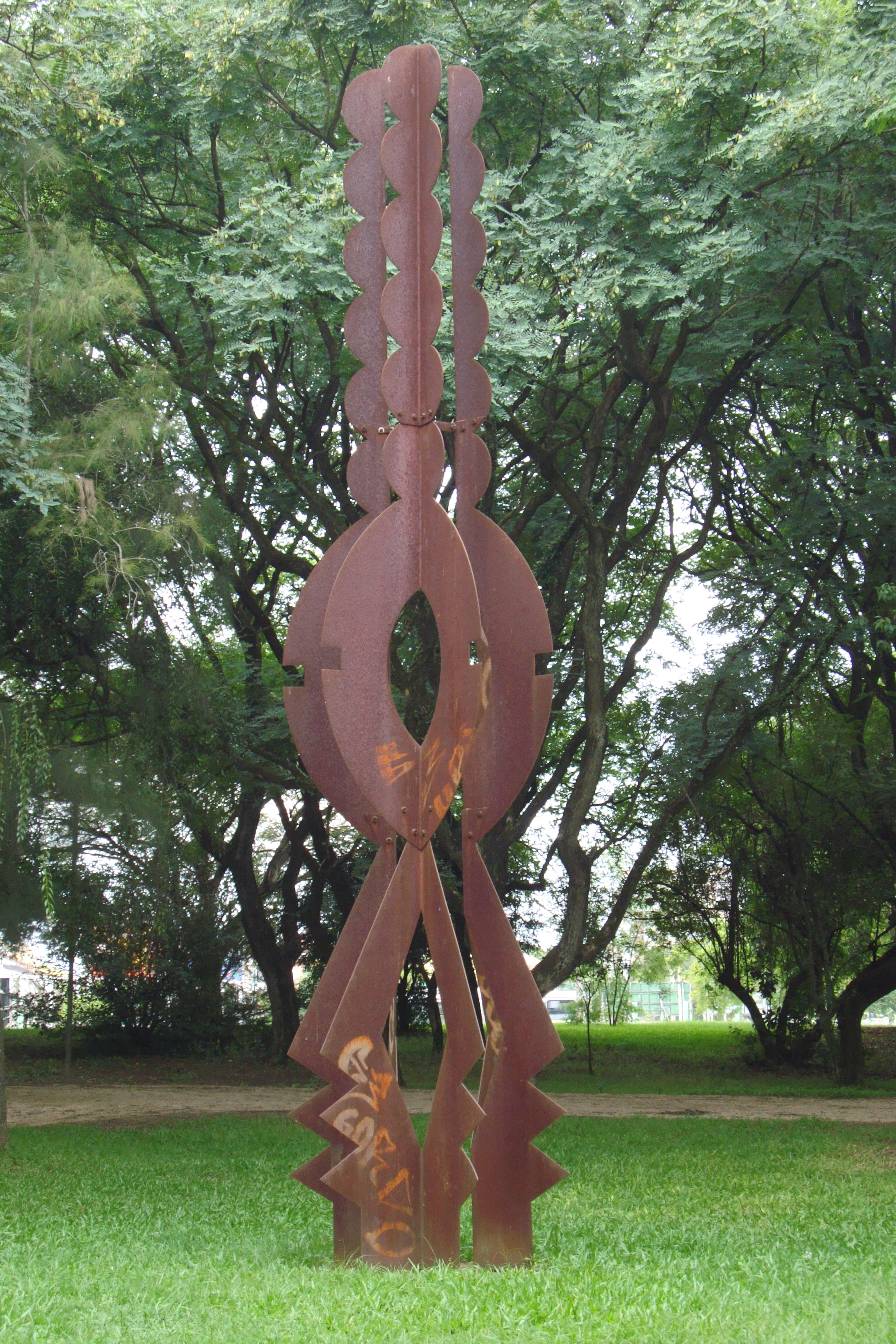
El Canto de las Flores van Francine Secretan
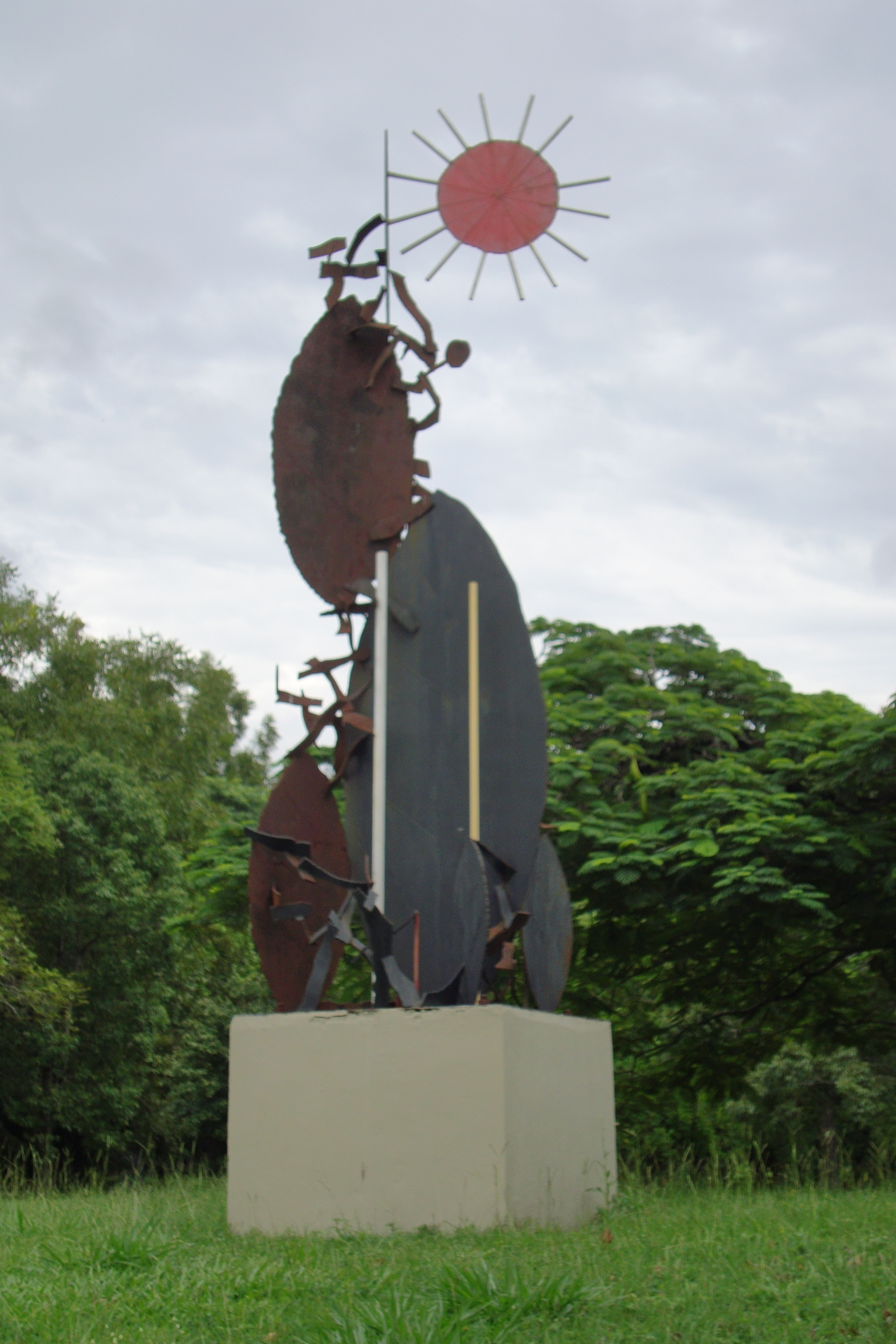
Flor van Francisco Stockinger
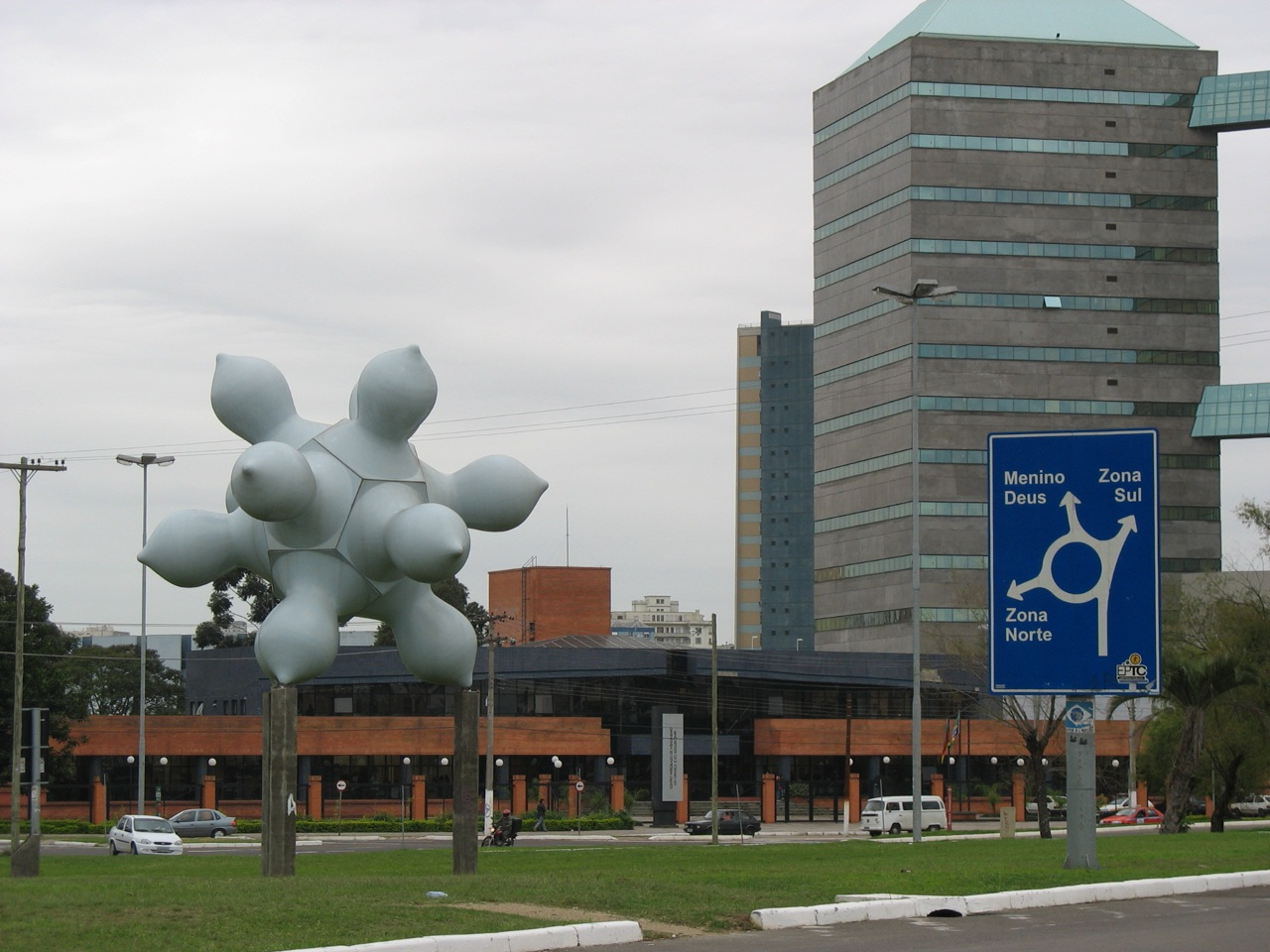
SuperCuia (2003) van Saint Clair Semin